# École normale supérieure Paris-Saclay

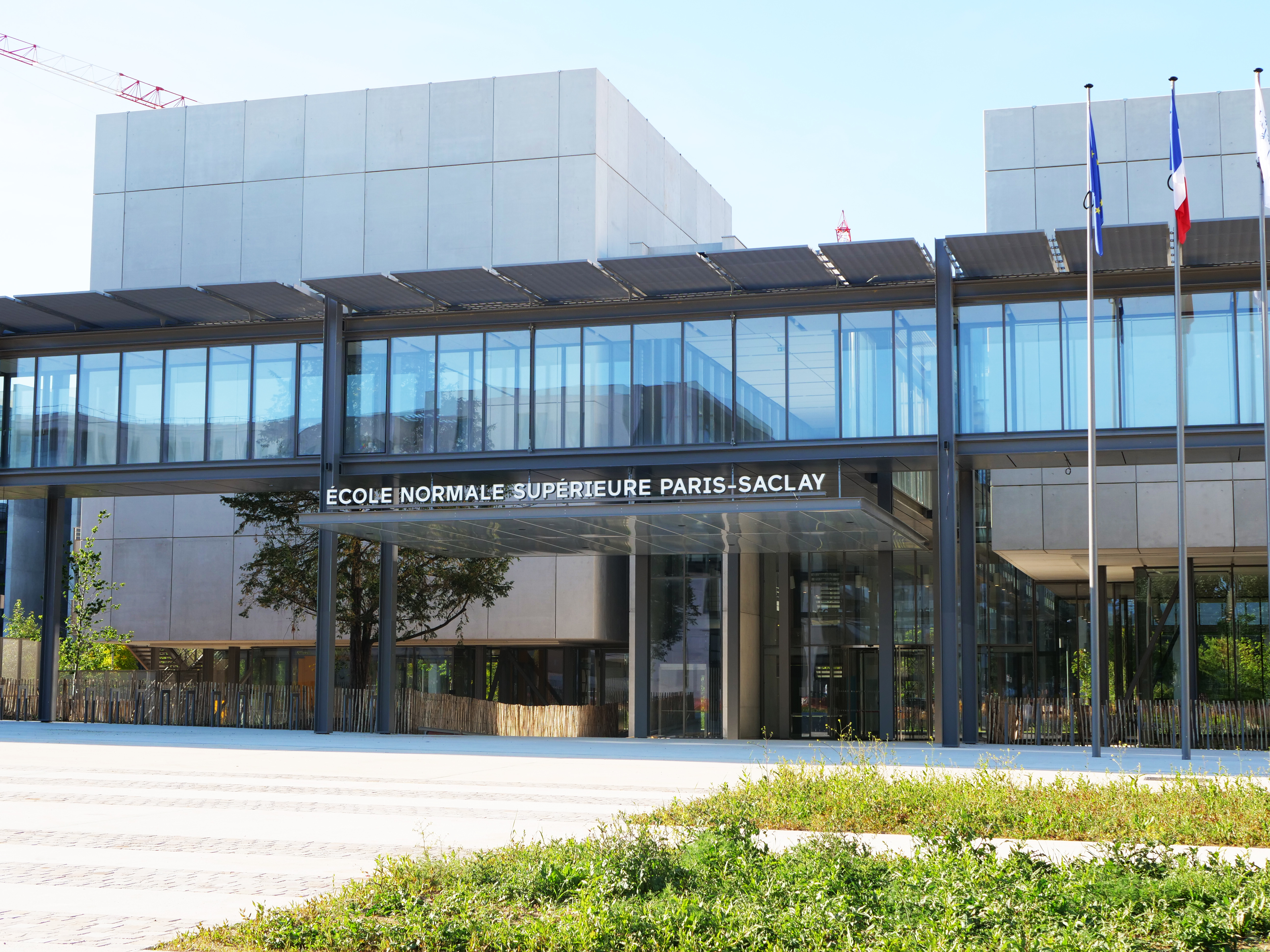

A École normale supérieure Paris-Saclay (também conhecida como ENS Paris-Saclay ou Normale Sup' Paris-Saclay), anteriormente ENS Cachan, é uma grande école e membro constituinte da Universidade Paris-Saclay. Foi fundada em 1892. Está localizada em Gif-sur-Yvette, no departamento de Essonne, próximo a Paris, Ilha de França, França.
A ENS Paris-Saclay é uma das mais prestigiadas e seletivas grandes écoles francesas. Como todas as outras grandes écoles, esta instituição de ensino superior de elite não está incluída no quadro regular das universidades públicas francesas. Juntamente com a École normale supérieure (Paris), ENS Lyon e ENS Rennes, a escola pertence à rede informal das écoles normales supérieures francesas, formando o alto nível de pesquisa e educação no sistema de ensino superior francês.
Em 2014, a ENS Paris-Saclay tornou-se membro fundador da Universidade Paris-Saclay, uma iniciativa para integrar e combinar recursos de diversas grandes écoles, universidades públicas e instituições de pesquisa.
A escola mudou-se em 2019 para um novo campus localizado na comuna de Gif-sur-Yvette, no planalto de Saclay, o "Vale do Silício" da França, onde ficará perto de outros membros do parque tecnológico e científico de Paris-Saclay.

## Visão geral

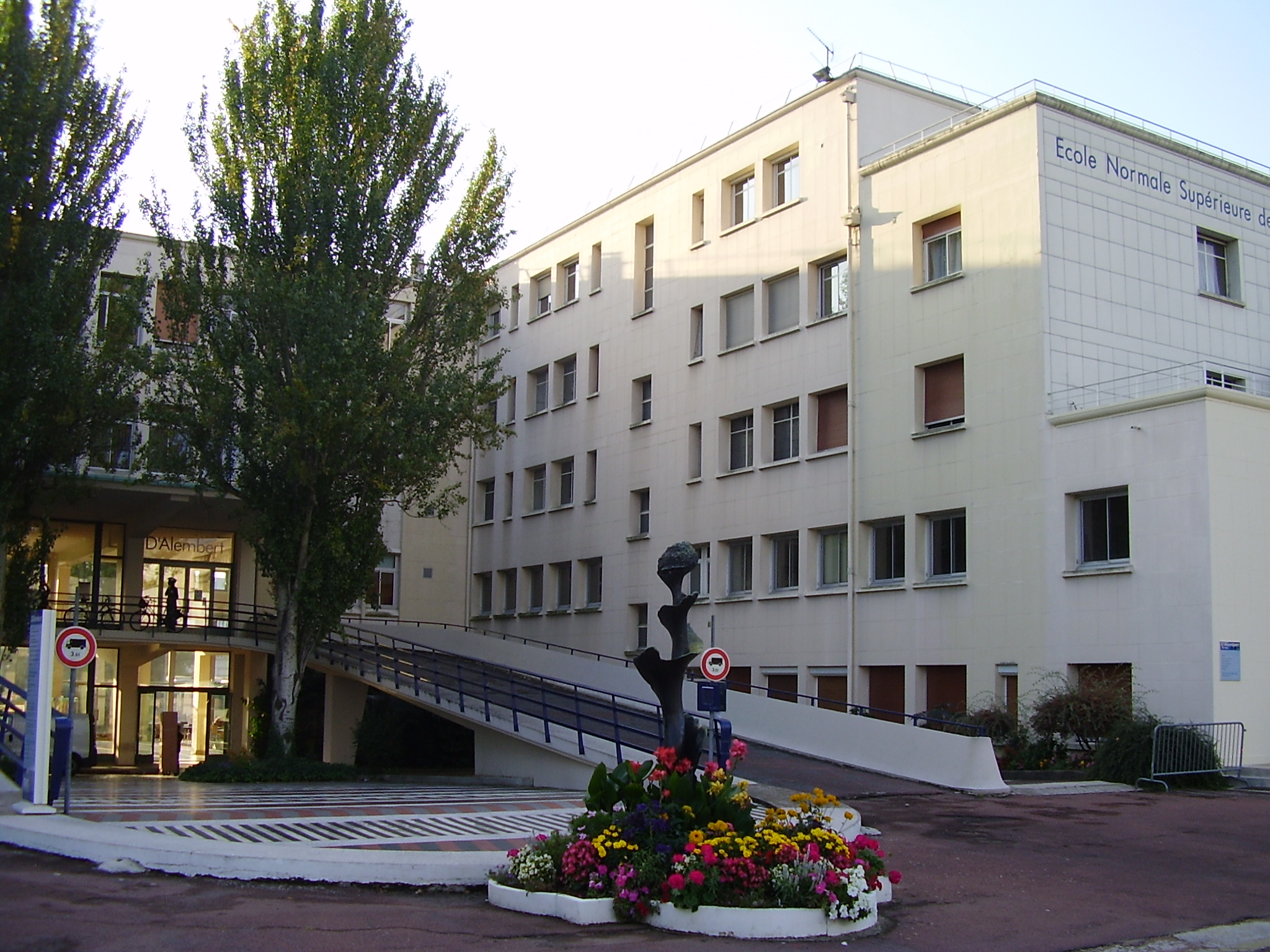
Antiga localização da ENS Paris-Saclay em Cachan, edifício d'Alembert

A École normale supérieure Paris-Saclay é uma Grande École, uma instituição francesa de ensino superior separada, mas paralela e conectada à estrutura principal do sistema universitário público francês . Semelhante à Ivy League nos Estados Unidos, Oxbridge no Reino Unido e C9 League na China, as Grandes Écoles são instituições acadêmicas de elite que admitem alunos por meio de um processo extremamente competitivo. As Grandes Écoles normalmente têm turmas e corpos estudantis muito menores do que as universidades públicas da França, e muitos de seus programas são ministrados em inglês. Enquanto a maioria das Grandes Écoles são mais caras do que as universidades francesas, a École normale supérieure Paris-Saclay cobra as mesmas mensalidades: € 243 anualmente para o mestrado em 2021/2022. Estágios internacionais, oportunidades de estudo no exterior e laços estreitos com o governo e o mundo corporativo são uma marca das Grandes Écoles. Os diplomas da École normale supérieure são credenciados pela Conférence des Grandes Écoles e concedidos pelo Ministério da Educação Nacional (França) ( em francês:  Le Ministère de L'éducation Nationale   ). Os ex-alunos passam a ocupar cargos de elite no governo, na administração e em empresas corporativas na França.
A principal missão da ENS Paris-Saclay é formar acadêmicos de nível mundial, mas ela também é um ponto de partida para carreiras administrativas públicas ou privadas. Recruta principalmente das competitivas "classes préparatoires" (ver também Grande École). Os alunos da ENS Paris-Saclay que foram aprovados no processo seletivo são funcionários públicos e são conhecidos como "normaliens". Os normaliens recebem um salário mensal (cerca de € 1300) do governo francês e são obrigados a ter uma carreira acadêmica ou trabalhar para uma administração pública francesa por seis anos após a conclusão do currículo de quatro anos na ENS. A ENS Paris-Saclay também recruta outros estudantes universitários; estes não são obrigados a trabalhar para uma administração pública francesa, mas não são remunerados.
Os alunos seguem o currículo universitário padrão (graduação, mestrado e, na maioria das vezes, doutorado). Eles são incentivados - embora não seja obrigatório - a fazer o exame competitivo da Agrégation .
Existem 17 departamentos: os departamentos científicos de Biologia, Matemática, Informática, Física Fundamental, Química; os departamentos de engenharia Eletrônica, Mecânica, e Civil; Economia e Gestão, Ciências Sociais, Línguas, Design.
A ENS Paris-Saclay coopera com diversas universidades estrangeiras, por exemplo, em programas de intercâmbio estudantil. Um deles é o MONABIPHOT desenvolvido em cooperação com Wrocław University of Technology na Polônia, Universidades Complutense ou Carlos III de Madrid na Espanha, MIT, Oxford, Humboldt.

## Admissão
A admissão na ENS Paris-Saclay como normalien é feita por meio de um exame altamente competitivo e requer pelo menos dois anos de preparação após o ensino médio nas Classes Préparatoires. A ENS Paris-Saclay recruta todos os anos 360 normaliens e 800 alunos em busca de diploma.

## Currículo
Embora os normaliens sigam o currículo universitário padrão, eles têm a oportunidade de prosseguir seus estudos em outras grandes écoles como Sciences Po, HEC, École Polytechnique e a ENSAE sem ter que fazer um exame de admissão (ou apenas uma parte dele). Normaliens podem ingressar no <i id="mwcw">Grands Corps Techniques d'Etat</i> ou preparar o exame de admissão da Escola Nacional de Administração.

## Ex-alunos notáveis
- Philippe Aghion (economista francês)
- Alain Aspect (físico francês)
- Julie Battilana (Professora de Administração de Empresas na Harvard Business School)
- Laurent Batsch (economista francês-presidente da Université Paris Dauphine)
- Elie Bursztein (cientista da computação francês)
- Bernard Charlès (CEO da Dassault Systemes )
- Mérouane Debbah (Diretor de P&D da Huawei França)
- Erwan Dianteill (antropólogo cultural francês)
- Aawatif Hayar (ministro marroquino da Solidariedade, Integração Social e Família)
- Michel Lallement (sociólogo francês)
- Marie-Noëlle Lienemann (política francesa)
- Éloïc Peyrache (economista francês)
- Olivier Rubel (professor da escola de negócios)
- Marc Yor (matemático francês)
- Gabriel Zucman (economista francês)